# شینتارو هیرای
شینتارو هیرای (ژاپنی: 平井 晋太郎؛ زادهٔ ۱۷ ژانویهٔ ۱۹۸۴) یک بازیکن فوتبال اهل ژاپن است.
از باشگاه‌هایی که در آن بازی کرده‌است می‌توان به باشگاه فوتبال بلاوبلیتز آکیتا اشاره کرد.